# Арт Фармър
Артър (Арт) Стюарт Фармър (на английски: Arthur Stewart „Art“ Farmer) е американски джаз тромпетист и флигорнист. Свири и на фломпет, комбинация между тромпет и флигорна, която е специално изработена за него. Той и неговият брат близнак, контрабасистът Адисън Фармър, започват да свирят професионално, когато са още в гимназията. Арт получава по-голямо внимание след издаването на композицията Farmer's Market през 1952 г. След това се мести от Лос Анджелис в Ню Йорк, където изнася представления и записва музика с музиканти като Хорас Силвър, Сони Ролинс и Джиджи Грайс. Неговото амплоа е бибоп музиката.
С израстването на Фармър, той се впуска от бибоп в по-експериментални форми, чрез работата с композитори като Джордж Ръсел и Теди Чарлз. После участва в квартета на Джери Мълиган, и с Бени Голсън съосновава Джазтет. Продължава да изработва собственото си звучене и сменя тромпета с по-топлата флигорна. Това се случва в началото на 60-те години и с негова помощ флигорната се превръща в солов инструмент в джаза.
Установява се в Европа през 1968 г. и продължава да прави концерти по света до смъртта си.
Фармър записва над 50 албума, една дузина с Джазтет, и още няколко дузини с други лидери.

## Дискография
- The Art Farmer Septet (Fantasy Records, 1954)
- Early Art (Fantasy Records, 1954)
- When Farmer Met Gryce (Fantasy Records, 1955)
- Two Trumpets (Original Jazz Classics, 1956)
- Farmers Market (Fantasy Records, 1956)
- Modern Art (CM Blue Note, 1958)
- Portrait of Art Farmer (Fantasy Records, 1958)
- Meet the Jazztet (Geffen, 1960)
- Listen To Art Farmer & The Orchestra (Verve Records, 1962)
- Yesterday's Thoughts (Test of Time Records, 1976)
- On the Road (Concord Records, 1976)
- Real Time (Fantasy Records, 1986)
- Back to the City (Fantasy Records, 1986)
- Something to Live For: The Music of Billie Holiday (Fantasy Records, 1987)
- Blame It On My Youth (Fantasy Records, 1988)
- Foolish Memories (L&R Records)
- Ph.D. (Fantasy Records, 1989)
- Soul Eyes (Enja Records, 1992)
- The Company I Keep (Arabesque Records, 1994)
- The Meaning of Art (Arabesque Records, 1995)
- Out of the Past (GRP Records, 1996)
- Silk Road (Arabesque Records, 1996)
- The Quartets (Hindsight Records, 1997)
- Live at The Stanford Jazz Workshop (Monarch Records, 1997)
- Art Farmer and the Jazz Giants (Fantasy Records, 1998)
- Artistry (Concord Records, 2001)
- At Birdhouse (Verve, 2002)
- What Happens? (Cam, 2005)
- To Duke With Love (Test of Time Records)
- The Summer Knows (Test of Time Records)
- Farmers Market (Prestige)
- At Boomers (Test of Time Records, 2008)
- Brass Shout (Blue Note)